# Dolmen von Rochesseux

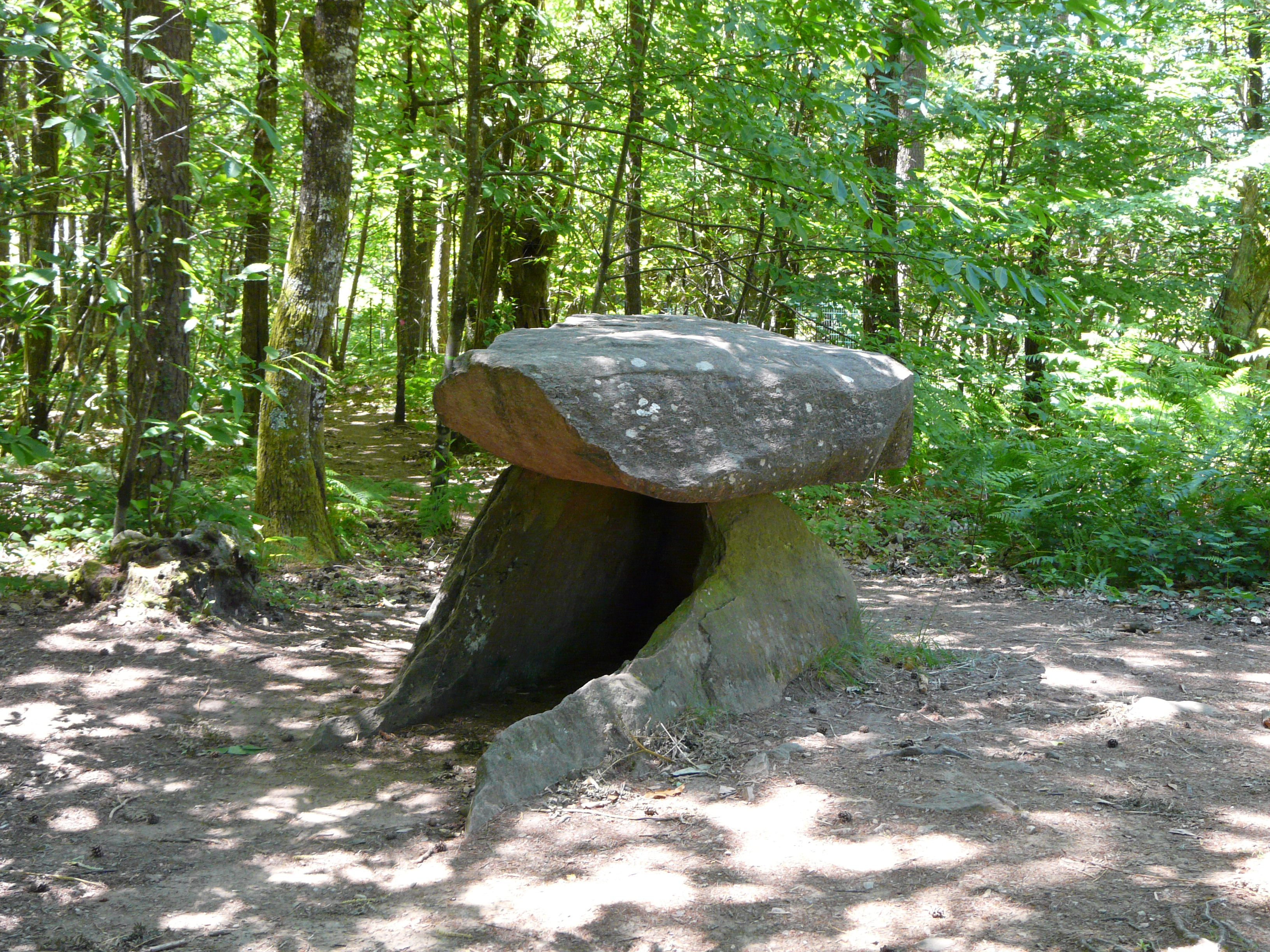
Dolmen von Rochesseux

Der Dolmen von Rochesseux (auch la Pierre d’Aubazine, Puy de Pauliac oder Dolmen du Bos Ayretié genannt) liegt nordöstlich von Aubazines (auch Aubazine) bei Brive-la-Gaillarde im Département Corrèze in Frankreich. Der nach Nordosten orientierte einfache Dolmen (französisch Dolmen simple) liegt in einer Parklandschaft an den Hängen des Puy de Pauliac über dem Dorf Aubazines. Dolmen ist in Frankreich der Oberbegriff für Megalithanlagen aller Art (siehe: Französische Nomenklatur).
Ein etwa dreieckiger stark gerundeter etwa 3,0 m × 2,0 m großer Deckstein liegt auf zwei unterschiedlich langen seitlichen Tragsteinen und einem Endstein über einer leicht trapezoiden etwa 2,5 m langen und 1,0 m breiten Kammer. Die beiden stark einwärts geneigten Seitensteine sind oben zugespitzt und der Deckstein liegt in Dreipunktauflage auf ihnen und dem kleinen Endstein auf, der insbesondere hinten weit übersteht.
Etwa 750 m nördlich liegt der Cromlech vom Puy de Pauliac und etwa 4,3 km südöstlich liegt der ganz ähnliche Dolmen La Cabane de la Fée.